# پسکولانچیانو
پسکولانچیانو (به ایتالیایی: Pescolanciano) یک کومونه در ایتالیا است که در استان ایسرنیا واقع شده‌است. پسکولانچیانو ۳۴٫۰ کیلومتر مربع مساحت و ۹۶۱ نفر جمعیت دارد و ۸۰۰ متر بالاتر از سطح دریا واقع شده‌است.